# اللجنة الوطنية لمراقبة الأهلة
اللجنة الوطنية لمراقبة الأهلة هي هيئة إدارية عمومية جزائرية مكلفة برصد الأهلة في الجزائر تحت وصاية وزارة الشؤون الدينية والأوقاف.
يقع مقر هذه اللجنة في مدينة الجزائر.

## تاريخ
مرت اللجنة الوطنية لمراقبة الأهلة بعدة مراحل منذ الاستقلال الوطني في 5 جويلية 1962م.

## الهيكلة
تحتكم عملية رصد الأهلة في الجزائر إلى اللجنة الوطنية لمراقبة الأهلة التابعة لوزارة الشؤون الدينية والأوقاف وبإشراف ومتابعة مباشرة من قبل المسؤول الأول على القطاع الذي هو الوزير.
وتتكون أساسا من اللجنة المركزية التي تجتمع بمقر الوزارة أو في دار الإمام ليلة تحري رؤية الهلال والمُشكلة من مشايخ وعلماء الجزائر وممثل عن مركز البحث في علم الفلك والفيزياء الفلكية والجيوفيزياء، حيث تأخذ اللجنة الوطنية لرصد الأهلة برأي الفلكيين مسبقا بالاطلاع على تقرير فلكي مفصل يُعده المركز حول الوضعية الفلكية للقمر والشمس خلال تلك الليلة وإمكانية رؤية الهلال وفق الحسابات العلمية والفلكية.

## المهام
تتم رؤية الهلال برصد فلكي بالعين المجردة وبالحسابات الفلكية، حيث يتوافق العلم مع الشرع في تحديد أول أيام الشهور القمرية، ومن بينها رمضان وشوال.

### هلال رمضان

رؤية هلال رمضان.

تعلن اللجنة الوطنية للأهلة والمواقيت الشرعية لوزارة الشؤون الدينية والأوقاف بالجزائر عن موعد ليلة الشك أو ليلة تحري رؤية الهلال لترقب هلال رمضان في كل عام هجري.
يتم هذا الإعلان حسب بيان تصدره الوزارة في أواخر شهر شعبان.
تعقد لجنة رصد الأهلة ندوة خاصة بليلة الشك ابتداء من صلاة المغرب بدار الإمام ببلدية المحمدية، بحضور نخبة من علماء الدين والدعاة الجزائريين، والتي تبث عبر وسائل الإعلام الجزائرية العمومية والخاصة.
تجتمع اللجنة الوطنية لمراقبة الأهلة في هذه الليلة لإثبات سنة رسول الله صلى الله عليه وسلم في قوله «صوموا لرؤيته وأفطروا لرؤيته»، فإذا ثبتت الرؤية فيكون أول رمضان في اليوم الموالي، وإذا لم تثبت الرؤية فتطبق السنة لقوله صلى الله عليه وسلم «فإذا غم عليكم فأتموا ثلاثين يوما».
تملك اللجنة الوطنية للأهلة والمواقيت الشرعية فروعا في 48 ولاية وتتشكل من علماء في الشريعة الإسلامية وخبراء في علم الفلك.

### هلال شوال

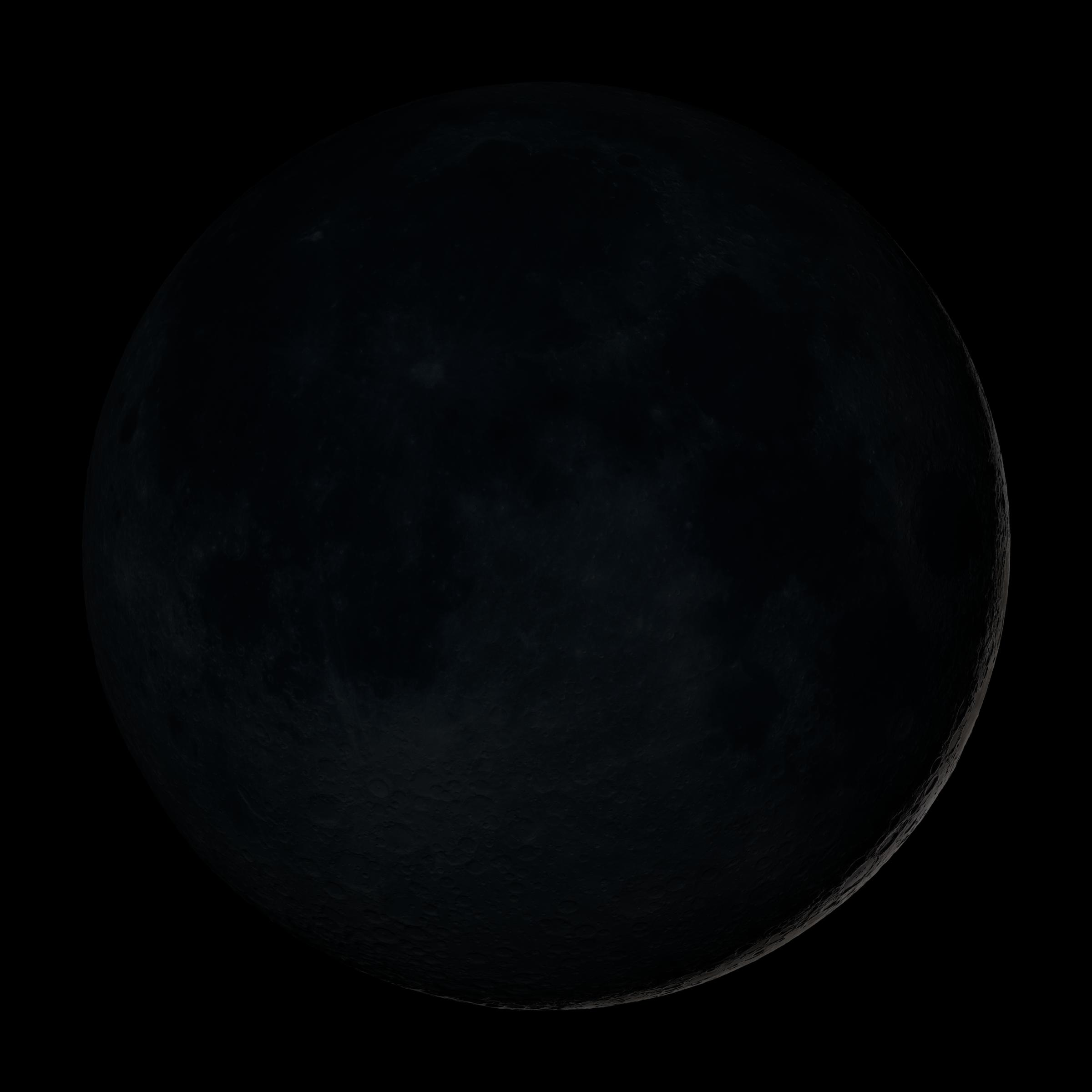
هلال عيد الفطر.

يتم ترقب بزوغ هلال شهر شوال في ليلة يوم 29 رمضان إيذانا بانقضاء شهر الصيام وإن تعددت مسميات هذه الليلة بليلة الشك أو ليلة تحري رؤية الهلال.
وهذه الليلة تبقى موعدا إسلاميا وليلة فرح واستبشار وتعد جلسة علماء ومشايخ لجنة الأهلة بمقر وزارة الشؤون الدينية والأوقاف أحد رموزها التي لها ملامح وطريقة عمل خاصة.
وتنطلق عملية ترقب هلال شوال من استحالة رؤيته إذا ما أقرّت الحسابات الفلكية عدم إمكانية الرؤية في ليلة الشك لغروب القمر قبل الشمس أو لأسباب فلكية أخرى مضبوطة بما يبرر ضرورة اقتران الرؤية والحسابات الفلكية التي يقدمها المرصد الوطني للفلك مع الرؤية المجردة.
وإذا ما أفادت التقارير الفلكية بإمكانية رؤية هلال عيد الفطر، فإن الاحتكام عندها يكون للرؤية العينية بالعين المجردة، فإن ثبتت رؤية الهلال من قبل لجان رصد الأهلة ليلة الشك متطابقة مع الرؤية الفلكية والرؤية العينية فإن رؤية هلال عيد الفطر تثبت.
وفي حال لم تثبت الرؤية العينية أي لم ير هلال شوال بالعين المجردة مع إقرار المرصد الوطني للفلك بإمكانية، فإن الرؤية لا تُثبت رؤية الهلال لأن الرؤية العينية شرط شرعي معمول به في لجنة رصد الأهلة بالجزائر.

## آلية الرؤية

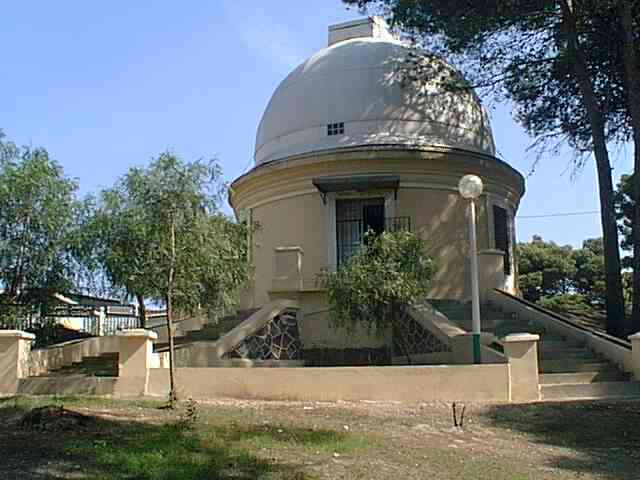
مركز البحث في علم الفلك والفيزياء الفلكية والجيوفيزياء.

تتمثل آلية رصد هلال رمضان بالجزائر في إشراك مركز البحث في علم الفلك والفيزياء الفلكية والجيوفيزياء في عملية ترقب هلال رمضان بتقديمه مسبقا لتقرير فلكي يوضح إمكانية رؤية الهلال في ليلة الشك وفق الحسابات العلمية والفلكية.
وهذه الإمكانية تقترن مع اشتراط الرؤية العينية بالعين المجردة من قبل اللجان الولائية لرصد الأهلة التي تساهم بذلك في تحديد بدايات الأشهر القمرية بالطرق العلمية وتعزيزها بالوسائل الرصدية.
وتتواجد على مستوى الولايات الثمانية والأربعين لجان فرعية تترقب الهلال، وتتكون كل لجنة ولائية من ممثل المديرية الولائية للشؤون الدينية وعدد من الأئمة والأعيان، كما تُقبل شهادة الأفراد المتطوعين بعد إثبات صحتها من قبل اللجنة الولائية والوطنية لرصد الأهلة والتحقق من هوية الشخص الشاهد وعدله.

## الأعضاء
| ترتيب | مدير                 | الصفة  |
| ----- | -------------------- | ------ |
| 01    | محمد الطاهر آيت علجت | الرئيس |
| 02    | أبو عبد السلام       | عضو    |
| 03    | محمد الشريف قاهر     | عضو    |
| 04    | محمد الشيخ           | عضو    |
| 05    | ممثل الكراغ          | عضو    |

## مقالات إضافية
- المرجعية الدينية الجزائرية
- المجمع الفقهي الجزائري
- رؤية الهلال
- هلال رمضان
- رمضان
- شهر رمضان
- موسم رمضان
- صوم شهر رمضان
- هلال شوال
- عيد الفطر
- الحزب الراتب: الحزاب - الباش حزاب - السلكة
- وزارة الشؤون الدينية والأوقاف بالجزائر
- مركز البحث في علم الفلك والفيزياء الفلكية والجيوفيزياء
- الاتحاد العربي لعلوم الفضاء والفلك
- المجلس العلمي للإفتاء بالجزائر
- التراث الفقهي الجزائري
- المجلس الإسلامي الأعلى بالجزائر
- مديرية الشؤون الدينية والأوقاف لولاية الجزائر
- قائمة المساجد في ولاية الجزائر
- قائمة أعلام الجزائريين
- جمعية العلماء المسلمين الجزائريين

## وصلات خارجية
- الموقع الرسمي لوزارة الشؤون الدينية والأوقاف بالجزائر
- الموقع الرسمي لمركز البحث في علم الفلك والفيزياء الفلكية والجيوفيزياء بالجزائر
- الموقع الرسمي للاتحاد العربي لعلوم الفضاء والفلك